# Aleksandr Vinogradov
Aleksandr Pavlovitj Vinogradov (ryska: Александр Павлович Виноградов), född 21 augusti 1895 i Jaroslavl, död 1975 i Moskva, var en sovjetisk geokemist. Han invaldes 1975 som utländsk ledamot av svenska Vetenskapsakademien.